# Jan Káňa (1992)
Jan Káňa (* 4. ledna 1992 Zlín) je český hokejový útočník.

## Hráčská kariéra
Do hokejového sportu začínal v rodném Zlíně, v dorosteneckém věku přešel hrát v průběhu ročníku 2008/09 do sousedního klubu VHK Vsetín. Před sezonou 2010/11 si jej vyhlédli trenéři z juniorky Komety Brno Pavel Pazourek a Karel Beran. V Kometě Brno nakonec zůstal na trvalo, z hostování se stal přestup, v sezoně 2011/12 se stal nejproduktivnějším hráčem v kádru Komety. Za výborné výkony v juniorské lize debutoval 10. leden 2012 v české nejvyšší soutěži, zápas se odehrál v Ostravské ČEZ Aréna, ve kterém prohráli 6:2 nad HC Vítkovice Steel. Po skončení juniorské ligy se stal nejproduktivnějším hráčem v playoff. Ročník 2012/13 odehrál převážně v záložním týmu v SK Horácká Slavia Třebíč, za A tým Komety odehrál pouze tři zápasy. Od ročníku 2013/14 hrál stabilně za Kometu Brno. V průběhu sezóny 2017/2018 přestoupil do Olomouce.

## Zajímavosti
Jeho strýc Petr Čajánek je bývalý český hokejový útočník, mistr světa z roku 2000, 2001 a 2005. V playoff 2013/14 se utkali ve finále HC Kometa Brno proti PSG Zlín. Na straně Komety Jan Káňa a jeho strýc Petr Čajánek na straně Zlínu, s titulem se radoval jeho strýc. V playoff ročníku 2014/15 ve čtvrtfinále vyhrála Kometa Brno a postoupila do finále. Později oznámil jeho strýc ukončení kariéry.

## Ocenění a úspěchy
- 2012 ČHL-20 - Nejlepší střelec v playoff
- 2012 ČHL-20 - Nejlepší nahrávač v playoff
- 2012 ČHL-20 - Nejproduktivnější hráč v playoff

## Prvenství
- Debut v ČHL - 10. leden 2012 (HC Vítkovice Steel proti HC Kometa Brno)
- První gól v ČHL 22. září 2013 (HC Vítkovice Steel proti HC Kometa Brno, českému brankáři Filipu Šindelářovi)
- První asistence v ČHL 13. října 2013 (Rytíři Kladno proti HC Kometa Brno)

## Klubová statistika
| Sezóna       | Klub                     | Soutěž       |     | Základní část | Základní část | Základní část | Základní část | Základní část |   | Play off | Play off | Play off | Play off | Play off |
| Sezóna       | Klub                     | Soutěž       | Z   | G             | A             | B             | TM            | Z             | G | A        | B        | TM       |          |          |
| 2007-08      | PSG Zlín 18              | ČHL-18       | 17  | 0             | 2             | 2             | 4             | —             | — | —        | —        | —        |          |          |
| 2008-09      | PSG Zlín 18              | ČHL-18       | 27  | 4             | 10            | 14            | 20            | —             | — | —        | —        | —        |          |          |
| 2008-09      | VHK Vsetín 18            | ČHL-18       | 8   | 3             | 1             | 4             | 10            | —             | — | —        | —        | —        |          |          |
| 2009-10      | VHK Vsetín 18            | ČHL-18       | 39  | 14            | 32            | 46            | 93            | 3             | 0 | 1        | 1        | 4        |          |          |
| 2010-11      | HC Kometa Brno 20        | ČHL-20       | 41  | 5             | 23            | 28            | 94            | —             | — | —        | —        | —        |          |          |
| 2011-12      | HC Kometa Brno 20        | ČHL-20       | 38  | 17            | 28            | 45            | 50            | 9             | 6 | 6        | 12       | 4        |          |          |
| 2011-12      | HC Kometa Brno           | ČHL          | 8   | 0             | 0             | 0             | 0             | 1             | 0 | 0        | 0        | 0        |          |          |
| 2012-13      | HC Kometa Brno           | ČHL          | 3   | 0             | 0             | 0             | 0             | —             | — | —        | —        | —        |          |          |
| 2012-13      | SK Horácká Slavia Třebíč | 1.ČHL        | 42  | 7             | 12            | 19            | 18            | 10            | 1 | 4        | 5        | 18       |          |          |
| 2013-14      | HC Kometa Brno           | ČHL          | 48  | 5             | 11            | 16            | 46            | 18            | 1 | 1        | 2        | 12       |          |          |
| 2013-14      | SK Horácká Slavia Třebíč | 1.ČHL        | 4   | 2             | 1             | 3             | 0             | —             | — | —        | —        | —        |          |          |
| 2014-15      | HC Kometa Brno           | ČHL          | 44  | 10            | 7             | 17            | 26            | 12            | 4 | 4        | 8        | 6        |          |          |
| 2015-16      | HC Kometa Brno           | ČHL          | 52  | 12            | 17            | 29            | 34            | 4             | 0 | 1        | 1        | 2        |          |          |
| 2016-17      | HC Kometa Brno           | ČHL          | 44  | 7             | 13            | 20            | 48            | 3             | 0 | 0        | 0        | 2        |          |          |
| 2017-18      | HC Kometa Brno           | ČHL          | 5   | 0             | 0             | 0             | 8             | —             | — | —        | —        | —        |          |          |
| 2017-18      | HC Olomouc               | ČHL          | 17  | 4             | 1             | 5             | 2             | 8             | 0 | 0        | 0        | 6        |          |          |
| 2018-19      | HC Olomouc               | ČHL          | 19  | 2             | 3             | 5             | 24            | 7             | 0 | 2        | 2        | 18       |          |          |
| 2019-20      | HC Olomouc               | ČHL          | 30  | 4             | 4             | 8             | 10            | —             | — | —        | —        | —        |          |          |
| 2020-21      | HC Olomouc               | ČHL          | 48  | 13            | 15            | 28            | 16            | 7             | 2 | 1        | 3        | 0        |          |          |
| 2021-22      | HC Olomouc               | ČHL          | 46  | 15            | 26            | 41            | 22            | 4             | 0 | 0        | 0        | 0        |          |          |
| 2022-23      | HC Olomouc               | ČHL          | 41  | 12            | 20            | 32            | 41            | 8             | 2 | 2        | 4        | 4        |          |          |
| 2023-24      | HC Vítkovice Ridera      | ČHL          | 7   | 0             | 0             | 0             | 4             | —             | — | —        | —        | —        |          |          |
| 2023-24      | HC Olomouc               | ČHL          | 29  | 5             | 9             | 14            | 15            | 5             | 0 | 5        | 5        | 4        |          |          |
| Celkem v ČHL | Celkem v ČHL             | Celkem v ČHL | 441 | 89            | 126           | 215           | 296           | 79            | 9 | 16       | 25       | 54       |          |          |